# Maria Cześnik
Maria Cześnik (* 3. August 1977 in Warschau) ist eine polnische Triathletin, zweifache Olympiastarterin (2008, 2012) und polnische Triathlon-Meisterin (2016).

## Werdegang
Maria Cześnik startete 2008 bei den Olympischen Sommerspielen in Peking und belegte den 31. Rang. Bei der Militär-Weltmeisterschaft belegte sie 2011 den dritten Rang im Triathlon.
Für die Olympischen Sommerspiele 2012 konnte sie sich erneut qualifizieren und sie belegte in London den 34. Rang.
Sie wurde im Mai 2013 Dritte bei der Triathlon-Europameisterschaft auf der Mitteldistanz im Rahmen der Half Challenge Barcelona.

### Nationale Triathlon-Meisterin 2016
Im Juli 2016 wurde sie polnische Triathlon-Meisterin auf der olympischen Distanz, nachdem sie 2014 schon Vizemeisterin war. Im September belegte sie den fünften Rang bei der Europameisterschaft auf der Halbdistanz im Rahmen der Challenge Walchsee-Kaiserwinkl.
Im Juli 2021 startete sie bei den Staatsmeisterschaften und der Sprint- und Kurzdistanz, die 43-Jährige konnte aber beide Rennen nicht beenden.

## Sportliche Erfolge
| Datum/Jahr    | Rang | Wettbewerb                                  | Austragungsort  | Zeit     | Bemerkung                                          |
| ------------- | ---- | ------------------------------------------- | --------------- | -------- | -------------------------------------------------- |
| 31. Juli 2021 | DNF  | POL Sprint Triathlon National Championships | Rawa Mazowiecka | –        |                                                    |
| 3. Juli 2021  | DNF  | POL Sprint Triathlon National Championships | Susz            | –        |                                                    |
| 12. Juni 2021 | 27   | ITU Triathlon World Cup                     | Huatulco        | 01:03:45 |                                                    |
| 23. Juni 2018 | 2    | POL Sprint Triathlon National Championships | Gdańsk          | 01:03:03 | Zweite hinter Marta Lagownik                       |
| 2. Juni 2018  | 18   | ITU Triathlon World Cup                     | Cagliari        | 01:02:50 | hinter der österreichischen Siegerin Lisa Perterer |
| 15. Apr. 2018 | 4    | ETU Triathlon European Cup                  | Melilla         | 01:56:50 |                                                    |
| 17. Juli 2016 | 1    | POL Triathlon National Championships        | Gdańsk          | 02:08:56 |                                                    |
| 7. Juni 2014  | 2    | POL Triathlon National Championships        | Ełk             | 02:16:12 | Zweite hinter Agnieszka Jerzyk                     |
| 7. Aug. 2012  | 34   | Olympische Sommerspiele 2012                | London          | 02:04:09 |                                                    |
| 14. Juli 2012 | 3    | 5150 Zürich                                 | Zürich          |          | Dritte hinter Nicola Spirig und Lisa Nordén        |
| Juli 2011     | 3    | CISM Militär-Weltmeisterschaft Triathlon    | Rio de Janeiro  |          |                                                    |
| 18. Aug. 2008 | 31   | Olympische Sommerspiele 2008                | Peking          | 02:06:12 |                                                    |
| 3. Sep. 2006  | 30   | ITU Triathlon World Championships           | Lausanne        | 02:10:15 | Weltmeisterschaft                                  |
| 6. Juli 2002  | 48   | ETU Triathlon European Championships        | Győr            | 02:17:28 | Europameisterschaft auf der olympischen Distanz.   |

| Datum/Jahr    | Rang | Wettbewerb                                           | Austragungsort  | Zeit     | Bemerkung                                                                            |
| ------------- | ---- | ---------------------------------------------------- | --------------- | -------- | ------------------------------------------------------------------------------------ |
| 14. Mai 2017  | 2    | Ironman 70.3 Pays d’Aix France                       | Aix-en-Provence | 04:31:40 |                                                                                      |
| 24. Sep. 2016 | 2    | Ironman 70.3 Lanzarote                               | Lanzarote       | 04:50:37 | Zweite hinter der Österreicherin Lisa Hütthaler                                      |
| 4. Sep. 2016  | 5    | ETU Middle Distance Triathlon European Championships | Walchsee        | 04:27:51 | Europameisterschaft auf der Halbdistanz im Rahmen der Challenge Walchsee-Kaiserwinkl |
| 19. Mai 2013  | 3    | ETU Middle Distance Triathlon European Championships | Barcelona       | 04:35:34 | Europameisterschaft auf der Mitteldistanz im Rahmen der Half Challenge Barcelona     |
| 5. Mai 2013   | 3    | Ironman 70.3 St. Croix                               | Saint Croix     |          |                                                                                      |

(DNF – Did Not Finish)